# Пинчук, Игорь Борисович
Игорь Борисович Пинчук (укр. Ігор Борисович Пінчук; род. 11 октября 1967, Киев, УССР) — советский и украинский баскетболист.

## Биография
Выступал за СКА (Киев) (1984—1988), «Будивельник» (Киев) (1988—1993, 1997-1998), «Баник» (Прьевидза, Словакия) (1993—1994), «Хемосвит» (Свит, Словакия) (1994—1997), «Швельм» (Германия) (1998—2005). Живёт в Германии, сын Владимир Пинчук играет в NCAA за Университет Нью-Мексико.
Серебряный призёр чемпионата мира 1990 года, участник юношеского чемпионата мира 1987 года (4-е место), серебряный призёр юношеского чемпионата Европы 1986 года. Чемпион СССР 1989 года. Обладатель Кубка Словакии по баскетболу 1997 года.